# Ruan Vermaak
Pas d'image ? Cliquez ici

a Compétitions nationales et continentales officielles uniquement.

b Matchs officiels uniquement.
Dernière mise à jour le 26 juin 2024.
Ruan Vermaak, né le 1er mai 1998 à Roodepoort (Afrique du Sud), est un joueur sud-africain de rugby à XV qui joue au poste de deuxième ligne aux Bulls et aux Blue Bulls.

## Biographie

### Jeunesse et formation
Ruan Vermaak naît le 1er mai 1998 à Roodepoort, en Afrique du Sud. Il fréquente et joue au rugby à XV à la Hoërskool Monument (en). À partir des moins de 13 ans, il rejoint les Golden Lions. 
Il participe à la Craven Week en 2015 et 2016 avec les Golden Lions,. Aussi, avec cette équipe, il remporte le Championnat provincial des moins de 19 ans en 2016, marquant un essai en finale, dans une victoire 60 à 19 contre la Western Province,. 

### Carrière en club
Ruan Vermaak fait ses débuts professionnels avec les Lions en février 2019 contre les Jaguares lors de la première journée de la saison 2019 de Super Rugby,. Il est ensuite titularisé pour la première fois quelques semaines plus tard durant la quatrième journée contre les Jaguares. Pour sa première saison, il joue cinq matchs dont trois en tant que titulaire. Il participe ensuite au Rugby Challenge avec les Golden Lions.
Il est conservé dans l'effectif des Lions pour la saison 2020 de Super Rugby.
Au mois de juin 2020, il rejoint le club des NTT Red Hurricanes d'Osaka, au Japon, entraînés par l'ancien Springbok Johan Ackermann. Aux côtés d'un entraîneur qui jouait au même poste que lui, Vermaak progresse pendant deux ans en Asie.
Après un court passage au Japon, Ruan Vermaak fait son retour en Afrique du Sud et s'engage avec les Bulls à partir de la saison 2022-2023. Il s'impose rapidement dans sa nouvelle équipe, au poste de deuxième ligne avec le numéro 4. Il forme une deuxième ligne complémentaire et efficace avec Ruan Nortjé.
La saison suivante, en 2023-2024, il joue seize matchs toutes compétitions confondues, tous en tant que titulaire. Il marque un essai lors du huitième de finale de Champions Cup contre le Lyon OU, permettant à son équipe de l'emporter 59-19. Les Bulls sont cependant éliminés au tour suivant par les Northampton Saints. En United Rugby Championship, les Sud-Africains éliminent successivement le Benetton Trévise puis le Leinster et se qualifient pour la finale. Pour cette rencontre face aux Glasgow Warriors, Vermaak est titulaire en deuxième ligne avec Nortjé, mais son équipe est battue 21 à 16,. Entre temps, il prolonge son contrat avec les Bulls de trois ans, soit jusqu'en 2027. À la fin d'une seconde saison consécutive à un très bon niveau, il est même évoqué pour être sélectionné en équipe d'Afrique du Sud pour la tournée d'été, ce qui n'arrive finalement pas.
Durant la saison 2024-2025, il perd de nouveau la finale du United Rugby Championship, cette fois contre les Irlandais du Leinster sur le score de 32 à 7.

### Carrière internationale
En 2015 et 2016, Ruan Vermaak est sélectionné en équipe d'Afrique du Sud des moins de 18 ans.
Il est plus tard sélectionné avec les moins de 20 ans sud-africains en 2018 pour le Championnat du monde junior. Il joue quatre matchs durant la compétition.

## Palmarès
- Bulls
  - Finaliste du United Rugby Championship en 2024 et 2025.